# ウィリアム・ストラング
ウィリアム・ストラング（William Strang RA、1859年2月13日 - 1921年4月12日）はスコットランド出身の画家、版画家である。肖像画や、ジョン・バニヤンの『天路歴程』や詩人のサミュエル・テイラー・コールリッジやラドヤード・キップリングの著作の挿絵を描いたことで知られている。

## 略歴
スコットランドのダンバートンの建築家の息子に生まれた。ダンバートンの学校を卒業した後、15か月ほど造船会社の事務所で働いた後、1875年に16歳でロンドンに出て、スレード美術学校でアルフォンス・ルグロに学んだ 。6年間在籍し、版画クラスの助手を務め、版画家として高い評価を得た。「王立画家、版画家協会」（Royal Society of Painter-Etchers)の創立会員となり、1881年の協会の最初の展覧会に出展し、作品は美術雑誌、「The Portfolio」などに掲載された。
様々な版画技法を用いて多くのの作品を出版し、スコットランドの詩人、ウィリアム・ニコルソンの「Ballad of Aken Drum」やジョン・バニヤンの『天路歴程』、サミュエル・テイラー・コールリッジの『老水夫行(The Rime of the Ancient Mariner)』の挿絵を制作し、自らの著作「Allegory of Death 」や「The Plowman's Wife」も出版した。
油絵も多く制作し、その題材は肖像画、人物画、ヌード、風景画とさまざまで、ロイヤル・アカデミー・オブ・アーツの展覧会やドイツの展覧会に出展した。1902年に「王立画家、版画家協会」が、展覧会にオリジナルでない絵画の複製版画が展示されたことに抗議して、退会し、その後は主に作品はロイヤル・アカデミーやウィリアム・ニコルソンが創立した「12人協会(the Society of Twelve)」や1905年に会員に選ばれた「国際彫刻家、画家、版画家協会」(International Society of Sculptors, Painters and Gravers)などに出展した。1918年には「国際彫刻家、画家、版画家協会」の会長を務めた。
1906年にロイヤル・アカデミーのassociate engraver に選ばれ、1921年にロイヤル・アカデミーの正会員に選ばれた。
イングランド南部ドーセットの南海岸の街、ボーンマスで死去した。
息子のイアン・ストラング(Ian Strang:1886–1952) とデーヴィッド・ストラング(David Strang:1887–1967) も版画家になった。

## 作品

### 絵画

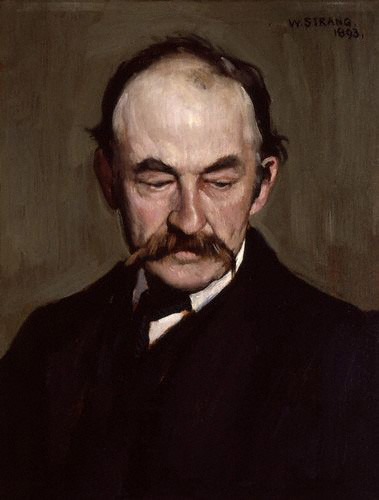
トーマス・ハーディ-小説家
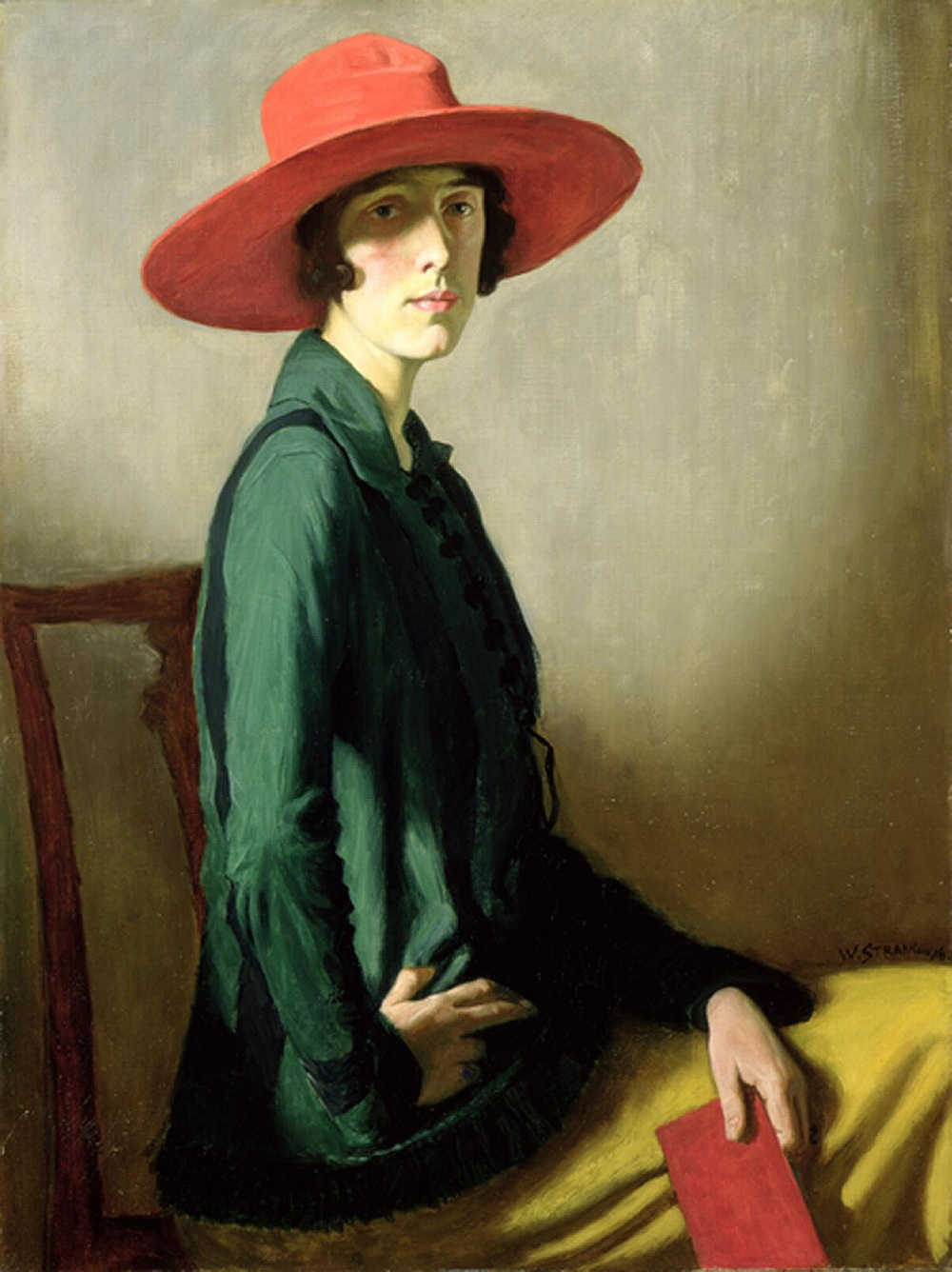
赤い帽子の女性 (1918)
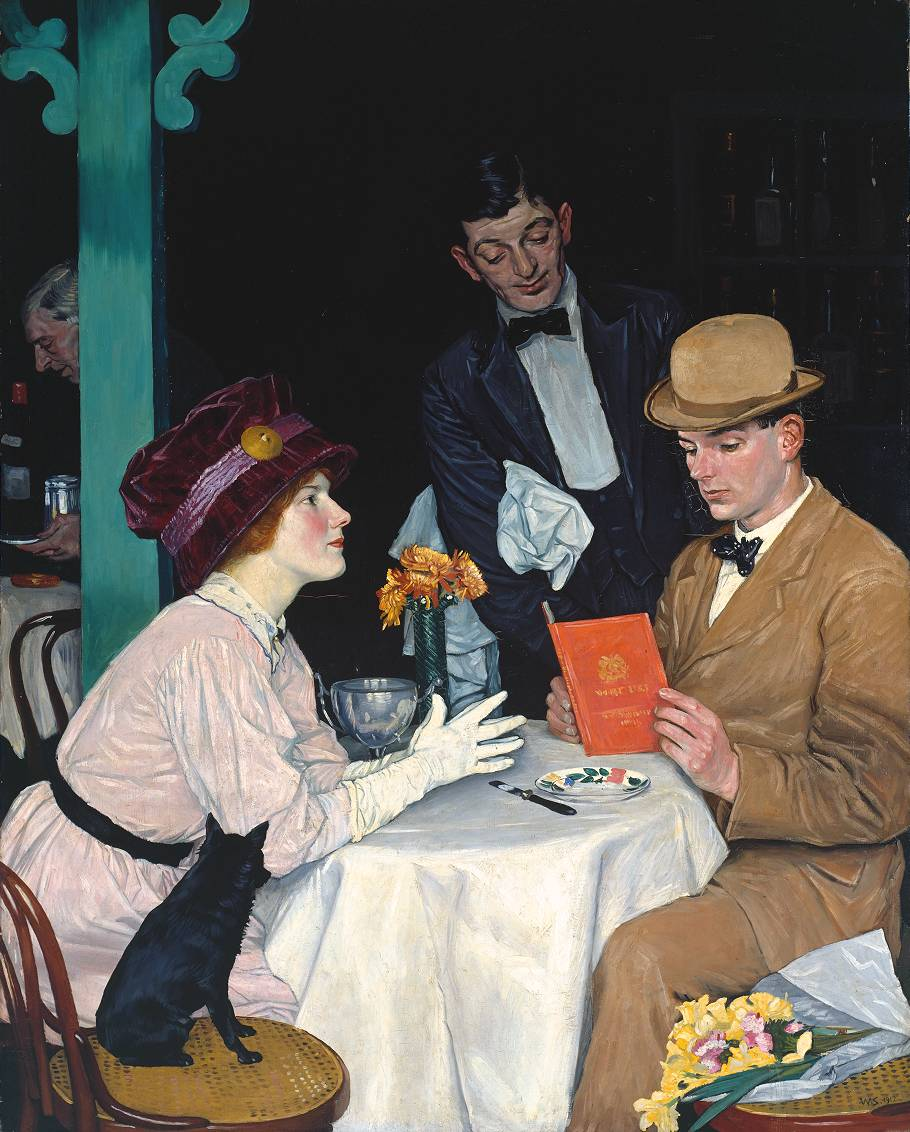
Bank Holiday(1912)
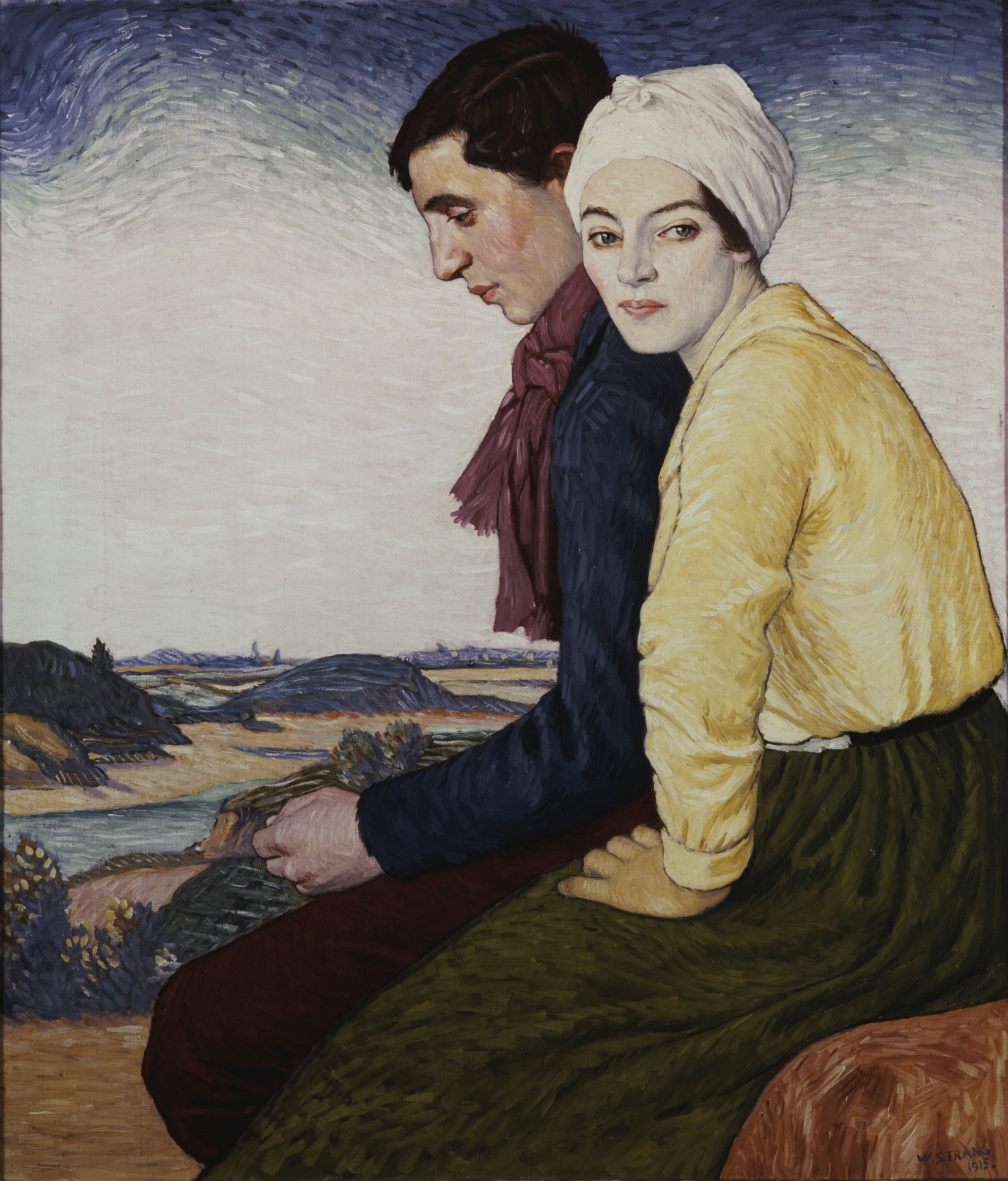
The meeting Place

### 版画

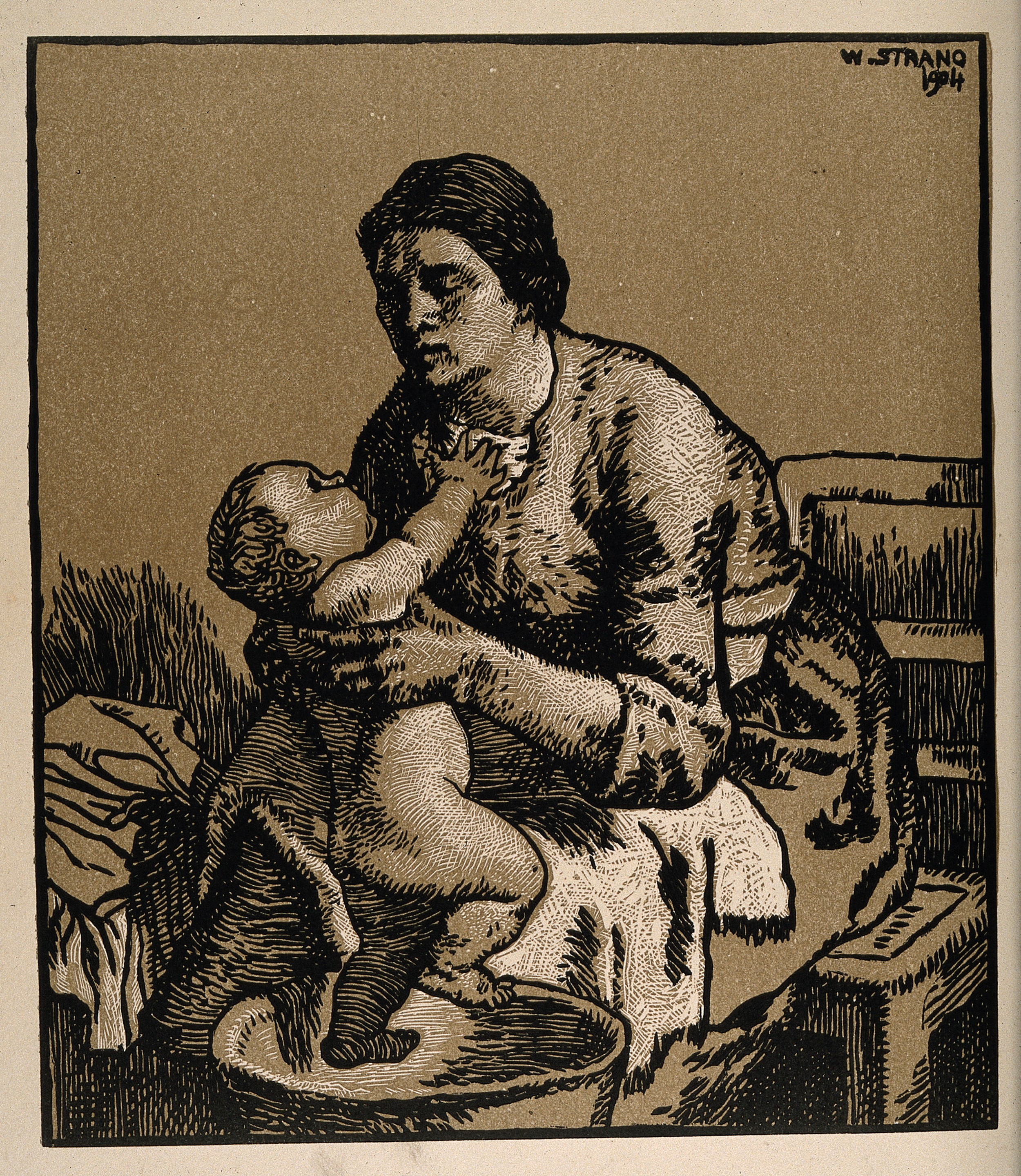
赤ん坊を洗う母親(木版画)(1904)
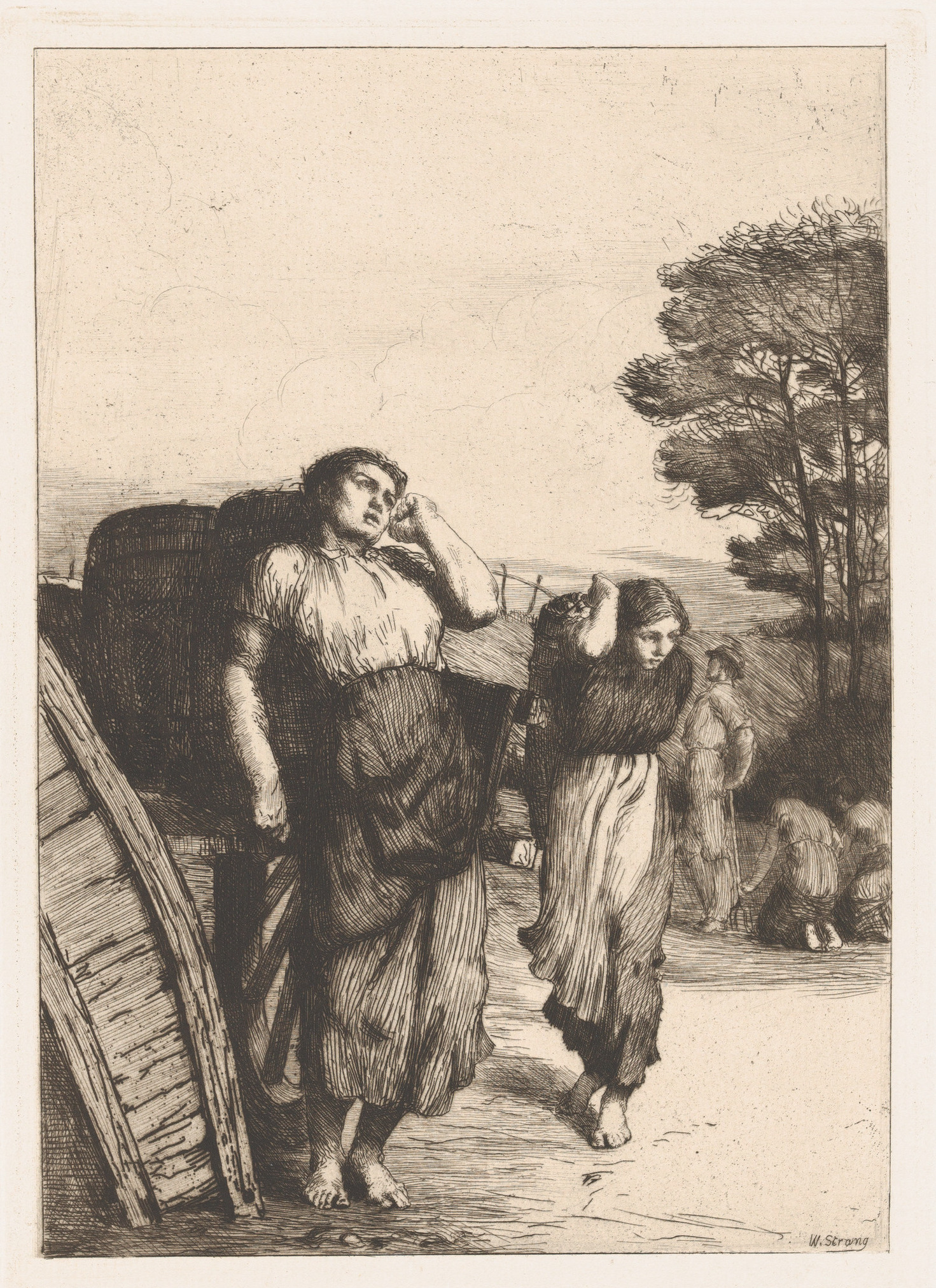
雑誌挿絵
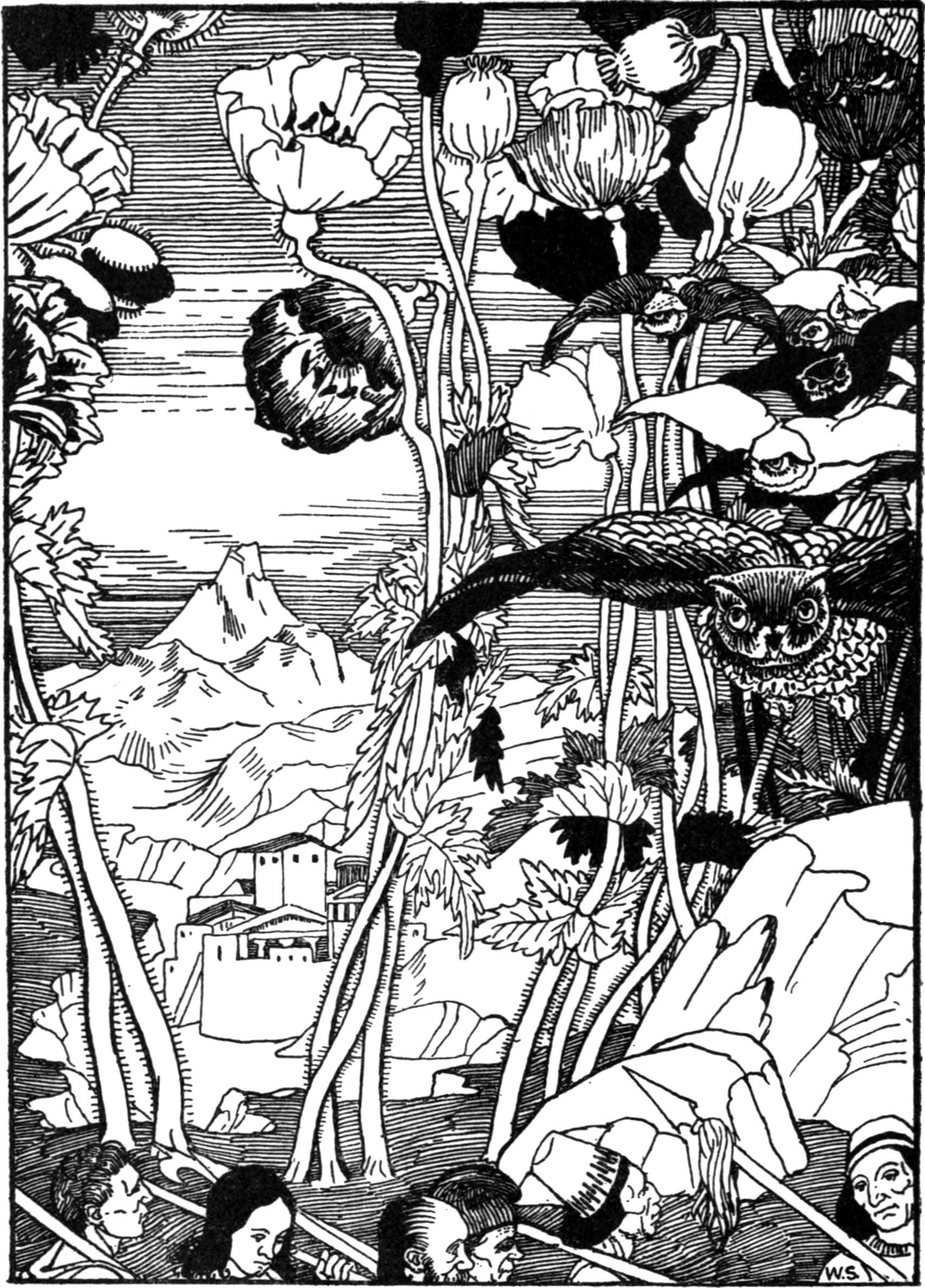
ルキアノスの作品の挿絵
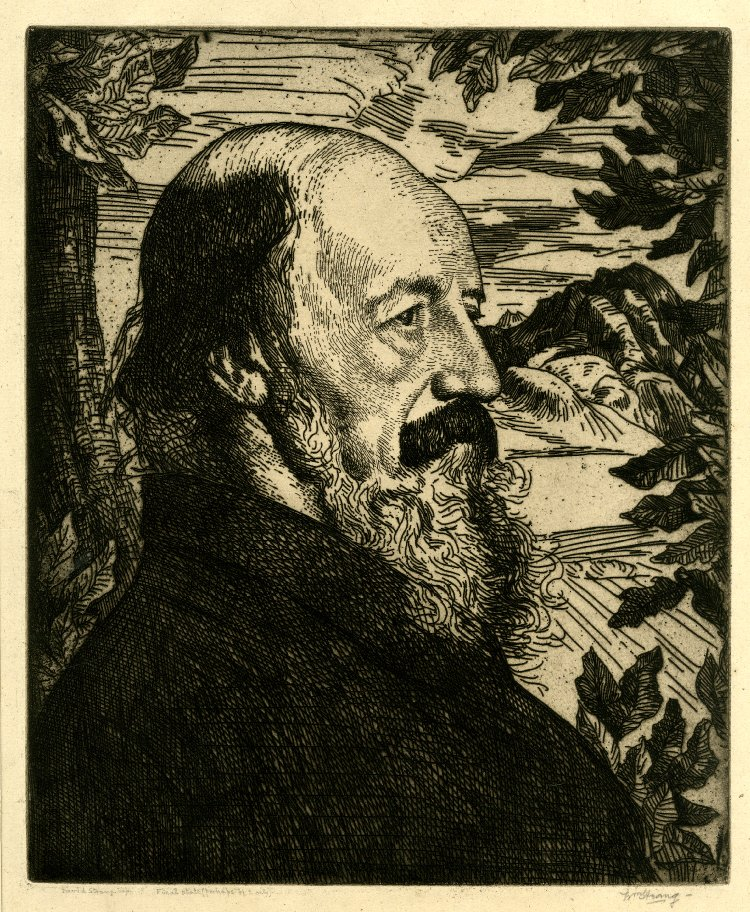
アルフレッド・テニスン